# Sacrow (Spreewaldheide)
Sacrow, in basso sorabo Zakrjow, è una frazione del comune tedesco di Spreewaldheide, nel Land del Brandeburgo.